# Ellen Beck
Natalie Nina Ellen Beck, född 3 oktober 1873 på Lerchenborg utanför Kalundborg, död 17 november 1953 i Köpenhamn, var en dansk konsertsångerska och sångpedagog.
Beck började redan vid 15 års ålder sångstudier hos Algot Lange och studerade senare hos Vittore Devilliers i Paris 1898. Efter sin debut 1891 spelade hon en viktig roll inom danskt musikliv och utnämndes 1906 till kunglig kammarsångerska. Beck gav en rad hyllade konserter, även utanför Danmark.